# 41e division d'infanterie (États-Unis)
Pour les articles homonymes, voir 41e division d'infanterie.
La 41e division d'infanterie (41st Infantry Division) est une division de l'Army National Guard composée d'unités venant de l'Idaho, du Montana, de l'Oregon, du Dakota du Nord et de Washington et qui participe aux deux conflits mondiaux.

## Première Guerre mondiale
- QG, 41e Division
- 81e Brigade d'infanterie
  - 161e régiment Infanterie
  - 162e Régiment d'Infanterie
  - 147e bataillon de mitrailleuses
- 82e Brigade d'infanterie
  - 163e régiment Infanterie
  - 164e régiment Infanterie
  - 148e bataillon de mitrailleuses
- 66e brigade d'artillerie de campagne
  - 146e régiment d'artillerie (75 mm)
  - 147e régiment d'artillerie  (155 mm)
  - 148e régiment d'artillerie  (155 mm)
  - 116th Trench Mortar Battery
- 146e bataillon de mitrailleuses
- 116e régiment du génie
- 116th Field Signal Battalion
- QG, 41e Division

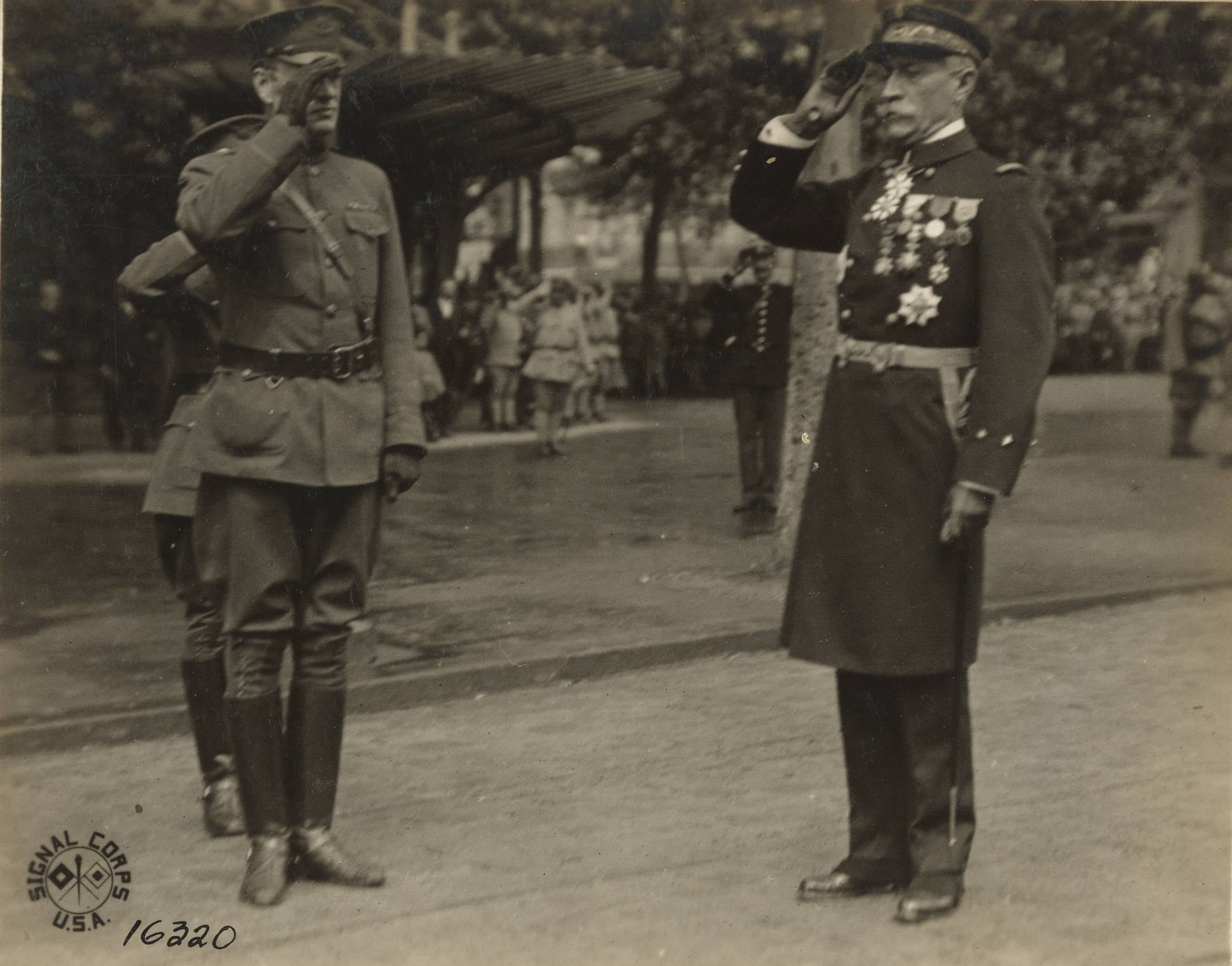
Richard Coulter jr. commandant de la 41e DI au Havre le 14 juillet 1918 avec l'amiral Didelot.

- 116th Train Headquarters and Military Police
  - 116th Ammunition Train
  - 116th Supply Train
  - 116th Engineer Train
  - 116th Sanitary Train
    - 161st, 162nd, 163rd, and 164th Compagnies d'ambulance.

En France la 41e Division ne combat pas en tant qu'unité, le 147th Régiment d'artillerie pris part à la troisième bataille de l'Aisne, l'offensive Meuse-Argonne. La 66e brigade d'artillerie Brigade pris part aux batailles de Château-Thierry, la troisième bataille de l'Aisne, Saint-Mihiel et l'offensive Meuse-Argonne.

## Seconde Guerre mondiale

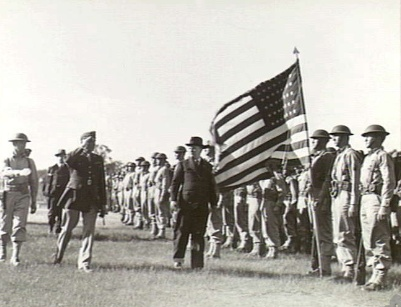
Arrivée de la 41e DI par le ministre australien de la guerre Frank Forde le 14 avril 1942 avec le Major General Horace H. Fuller.

Elle est l'une des premières divisions engagées au sol lors de la Seconde Guerre mondiale, lors des derniers mois de 1942. En 1965, elle est réorganisée pour devenir la 41e brigade d'infanterie (en), qui prend part à l'opération Iraqi Freedom en 2003.